# MCD (Supermarkt)

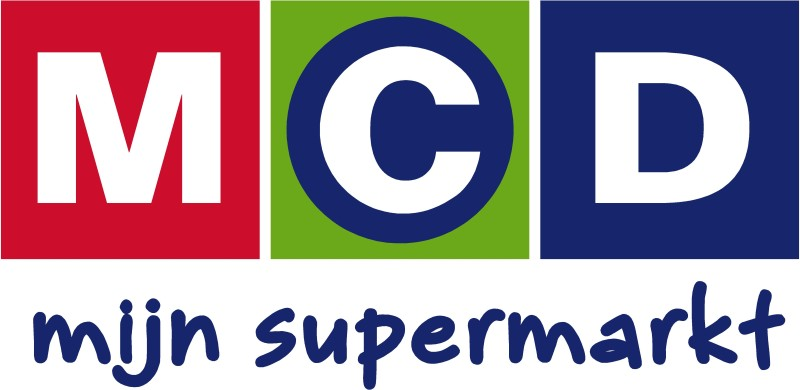
Logo der Kette, mit Zusatz mijn supermarkt

MCD ist eine niederländische Einzelhandelskette, die Supermärkte betreibt. Die Kette, die zur Boon Food Group gehört und über diese Mitglied der Einkaufsgemeinschaft Superunie ist, hat ihren Sitz in Dordrecht.

## Geschichte

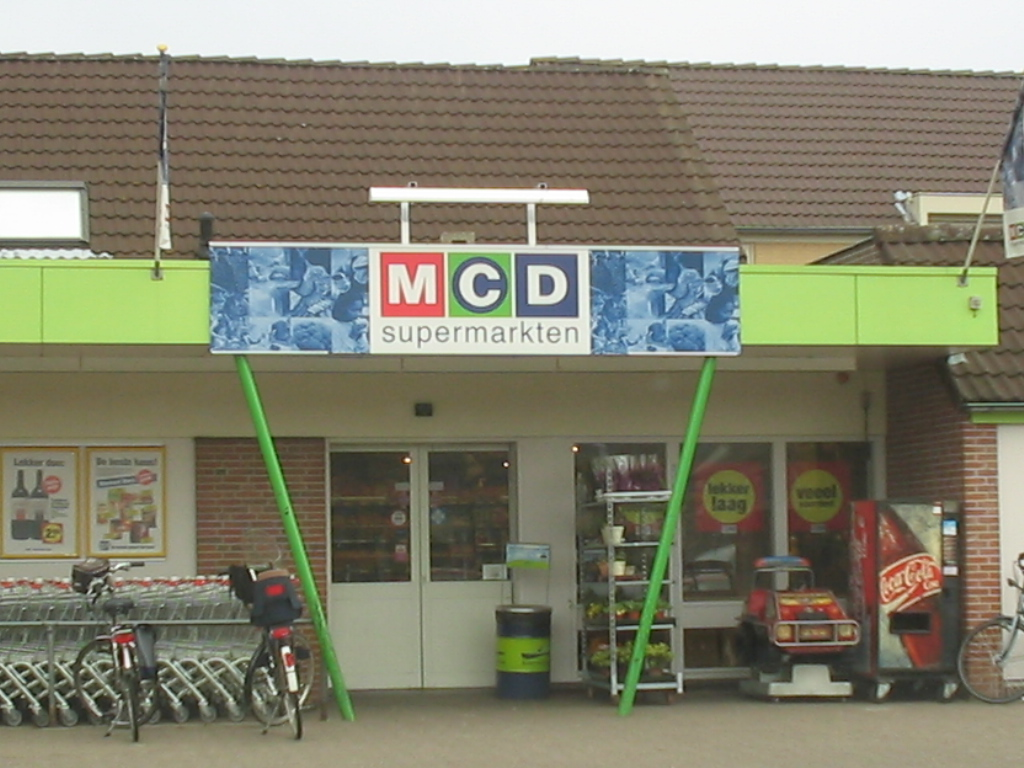
Ein MCD-Markt in Beesd, im Oktober 2005

### Gründung als Discountkette, Fortführung als Supermarktkette und weitere Entwicklung (1966–2013)
Die Anfänge der Kette liegen im Jahr 1966. Die Freunde Marius und Cornelius begonnen in Oosterhout damit eine Kartoffelscheune mit Fliesen zu verlegen und dort Regale aufzustellen. Als Name wurde Marius & Cornelis Discount gewählt, kurz MC Discount. In Roosendaal und Hilvarenbeek konnten kurze Zeit später Discount-Filialen eröffnet werden. Neuer Eigentümer der Kette wurde Mitte der 1970er-Jahre die Familie Boon, nachdem Marius und Cornelius das Unternehmen verkauft hatten. Die zuvor als Pagro bezeichneten und von der Familie Boon betriebene Märkten flaggten in der Folge auf MC Discount um. In den 1980er-Jahren entschied man sich die Kette auf einen breiteres Sortiment und mehr Service auszurichten. In diesem Zuge erhielt die Kette mit MCD seinen heutigen Namen. Im Februar 2008 betrieb man 27 Filialen. Von der Kette Super de Boer übernahm man im September 2011 in Leimuiden, Zeist und Zwijndrecht jeweils eine Filiale. Die Umflaggung erfolgte in der Woche ab dem 10. Oktober 2011, der Umbau erfolgte einige Wochen später.

### Aufgabe der Marke (2014–)
Im April 2014 wurde bekannt, dass die Boon Food Group eine Umflaggung von MCD-Filialen auf Boon's Markt, das seit dem 5. Dezember 2013 als Name für Supermärkte genutzt wird, in Erwägung zog. Den ehemaligen C1000-Markt in Capelle aan den IJssel, der im Mai 2015 schloss, eröffnete man im September 2015 als MCD neu. Im Oktober 2015 wurde der MCD-Markt in Ammerzoden in ein Boon's Markt umgeflaggt. Es war das erste Mal, das an einem MCD-Standort ein Boon's Markt eröffnete. Zu diesem Zeitpunkt bestanden 36 Filialen, die als MCD betrieben wurden. Eine komplette Umflaggung auf Boon's Markt wurde zum damaligen Zeitpunkt noch ausgeschlossen. Die Aufgabe der Marke MCD wurde im April 2017 publik. Um kleinere MCD-Märkte ersetzen zu können, wurde das Format Boon's Dagmarkt entwickelt. Der erste ehemalige MCD-Markt wurde im Mai 2021 als Boon's Dagmarkt in Capelle aan den IJssel eröffnet. MCD betrieb im Februar 2023 nur noch 16 Märkte, die bis 2024 komplett umgeflaggt werden sollen.

## Filialen
Für kleinere Fläche zwischen 400 und 700 m² wird seit Ende September 2009 das Format MCD Alledag genutzt.

## Handelsmarken
Eine eigene Handelsmarke führt MCD nicht. Stattdessen bezieht man u. a. die Marke G'woon (Eigenschreibweise: g'woon) sowie weitere Handelsmarken, die auch von anderen Superunie-Mitgliedern genutzt werden bzw. werden können.

## Auszeichnungen
Kunden bewerteten 2010 in einer GfK-Umfrage die Mitarbeiter von MCD als das freundlichste Supermarkt-Personal.

## Sonstiges
Im September 2018 erstach ein Mann einen Kunden in der Filiale in Vlaardingen. Streitpunkt der beiden war Gedränge an der Kasse.